# Gerson Pompeu
Gerson Pompeu Pinheiro (Campinas, 1910 – Rio de Janeiro, 1978) foi um pintor, professor de artes, arquiteto e desenhista brasileiro.

## História

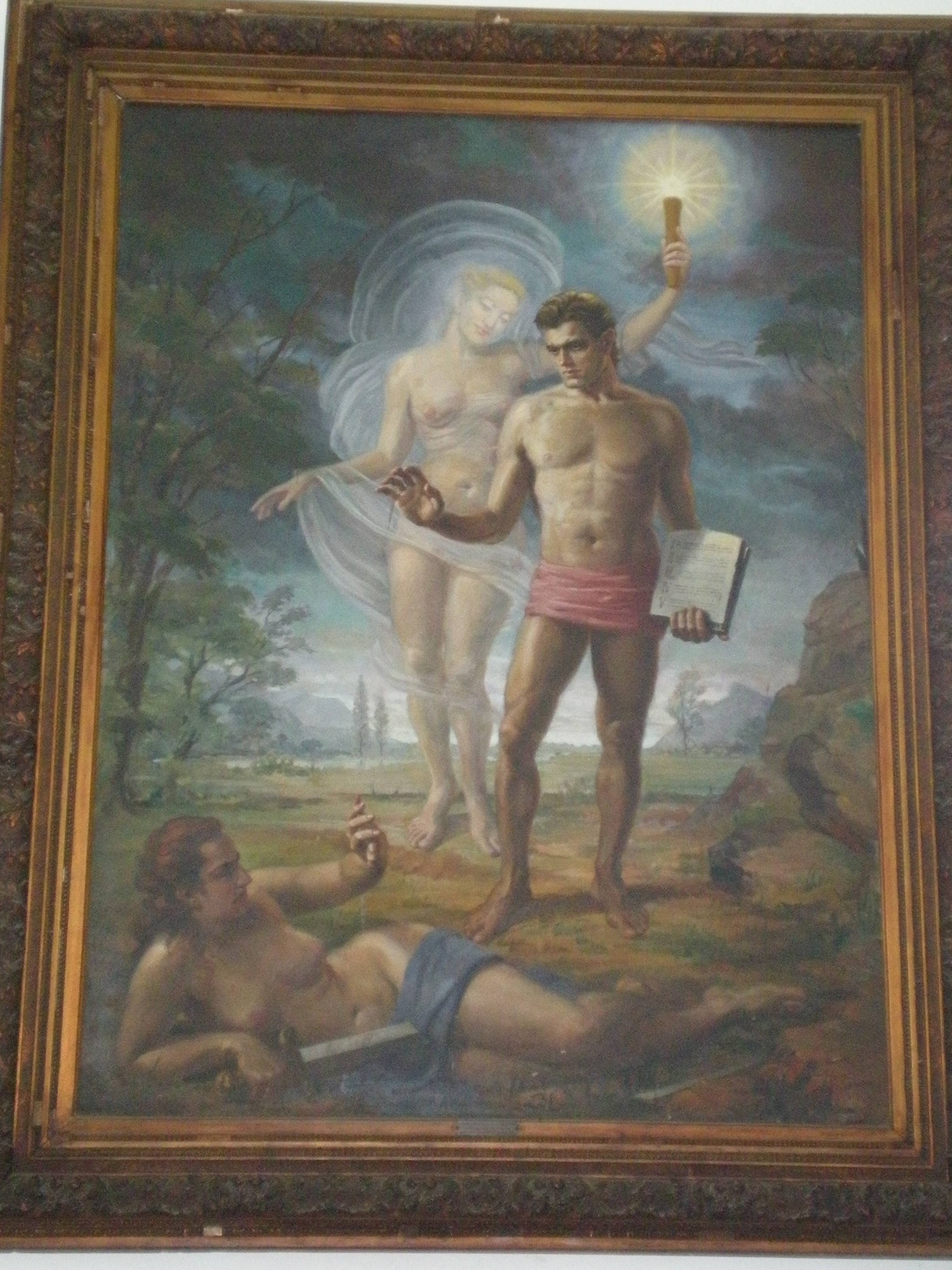
Vitória da Inteligencia e do Direito sobre a Força, Década de 1940.
Óleo sobre tela, 24 x 30 cm.

Gerson Pinheiro revelou seu excepcional talento artístico ainda na infância. Aos doze anos de idade, realizou sua primeira obra premiada em uma exposição: “Homenagem do Presente ao Passado”, exibida na Exposição Comemorativa do Centenário da Independência do Brasil, confirmando seu extraordinário talento de menino-prodígio.
A partir de 1924, aos 14 anos, cursou a Escola Nacional de Belas Artes onde foi aluno de desenho de Lucílio de Albuquerque. Nesta época trabalhou com a publicação de retratos e ilustrações em jornais cariocas, como O Paiz, O Globo, Diário Carioca, Jornal do Brasil, Correio da Manhã, A Revista da Semana e Fono-Arte.
Em 1926 entrou para o Curso Especial de Arquitetura, formando-se com louvor em 1930. 
Gerson Pinheiro iniciou sua carreira na arquitetura em 1931, quando fundou, em parceria com Affonso Eduardo Reidy, um escritório que se tornaria responsável por projetos emblemáticos nas décadas de 1930 e 1940. Entre suas obras de destaque estão o Albergue da Boa Vontade e a conquista do terceiro lugar no concurso para a construção do Ministério da Saúde e da Educação, sendo um dos pioneiros na introdução da arquitetura moderna no país.
Participou ativamente do debate arquitetônico de sua época, integrando o Congresso Panamericano – Regionalismo e Internacionalismo em Arquitetura (1930), onde se alinhou às correntes vanguardistas. Sua atuação acadêmica foi marcante: em 1938, obteve o título de docente-livre ao disputar a cadeira de Teoria e Filosofia da Arquitetura na Escola Nacional de Belas Artes (ENBA), sendo nomeado catedrático interino da mesma instituição em 1942. Em 1947, foi eleito por aclamação vice-presidente da Associação de Ensino de Engenharia e Arquitetura do Brasil.
Assumiu pela primeira vez a direção da ENBA em 1958, cargo que ocupou ao longo da década de 1960; foi diretor da Escola de Belas Artes do Rio de Janeiro no período de 1958–1961 e 1964–1971.. Nesse período, foi convidado a representar a escola na Comissão de Organização e Julgamento do concurso para o Monumento Nacional aos Mortos da Segunda Guerra Mundial (1960). 
Entre seus projetos arquitetônicos posteriores, destaca-se o Ashram Novo Horizonte, um retiro espiritual localizado em Nova Friburgo, concebido na década de 1960.
Em 1961, coroou sua trajetória acadêmica ao receber o título de Doutor em Pintura com a defesa de sua tese "Que é Arte?", trabalho no qual sintetizava décadas de reflexão sobre a natureza e os fundamentos da criação artística.

### Outras ocupações
Além de sua atuação como arquiteto, Gerson Pompeu Pinheiro desenvolveu atividades em diversos campos profissionais. Entre 1933 e 1940, trabalhou como desenhista técnico no Ministério da Marinha. Em 1940, assumiu o cargo de Professor Catedrático de Desenho no Colégio Pedro II, posição que lhe permitiu transmitir seus conhecimentos a novas gerações de estudantes.

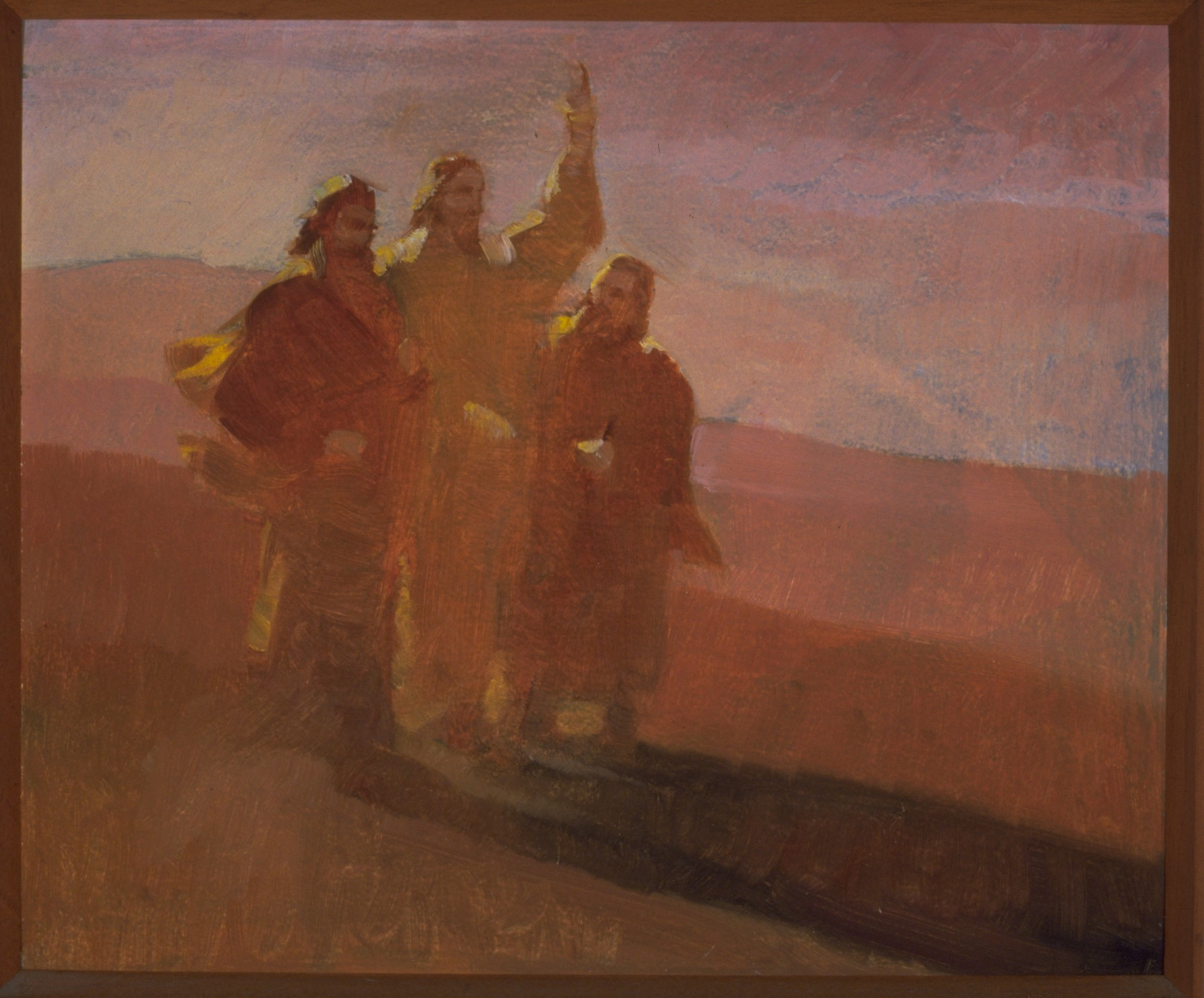
Três Reis Magos, 1970.Óleo sobre tela, 54 x 43 cm.

Gerson também exerceu a crítica de arte, publicando textos em veículos como A Manhã, Jornal do Brasil, Diário de Notícias e Diário da Noite, nos quais demonstrava notável capacidade de contextualização histórica e estética. Como pintor, participou de exposições individuais e coletivas, recebendo atenção de críticos como Manuel Bandeira, Raul de São Vítor e Celso Kelly,  que frequentemente destacavam em seus textos a maestria técnica e a profundidade conceitual de suas obras. Muitas de suas pinturas foram incorporadas a importantes acervos institucionais, incluindo os da Reitoria da UFRJ, das faculdades de Medicina, Arquitetura, Direito e Farmácia, da Escola de Engenharia, da Escola Nacional de Música e do Clube de Engenharia, além de figurar em numerosas coleções particulares.
Em 1951, empreendeu uma viagem à Europa para aprofundar seus estudos na renomada Academia Julian, em Paris, experiência que enriqueceu consideravelmente seu repertório artístico. Em 1957 conhece Huberto Rohden, ex-sacerdote e teólogo, fundador do Centro de Auto-Realização Alvorada, movimento filosófico e espiritualista. Os aprendizados com Rohden influenciam profundamente a vida e a arte de Gerson. A relação entre eles se estreita, e no início da década de 1960 Gerson preside a Alvorada. 

## Vida pessoal
Em 1934, Gerson Pinheiro viu Maria Raphaella Damasceno Pinheiro, conhecida como Stella, sentada no bonde, e apaixonou-se imediatamente. O artista deu a ela seu contato, Stella telefonou para ele, e ele perguntou "É a moça do bonde?", Stella confirmou, e mencionou, com certa preocupação, que morava longe dele, Gerson prontamente respondeu: "Para ver você, vou até o fim do mundo!", frase que marcou o início do relacionamento que durou toda a vida. Na época, ele trabalhava no turno da manhã no Ministério da Marinha e encontrava-se com Stella à tarde, período que ambos recordariam como o auge de sua paixão.

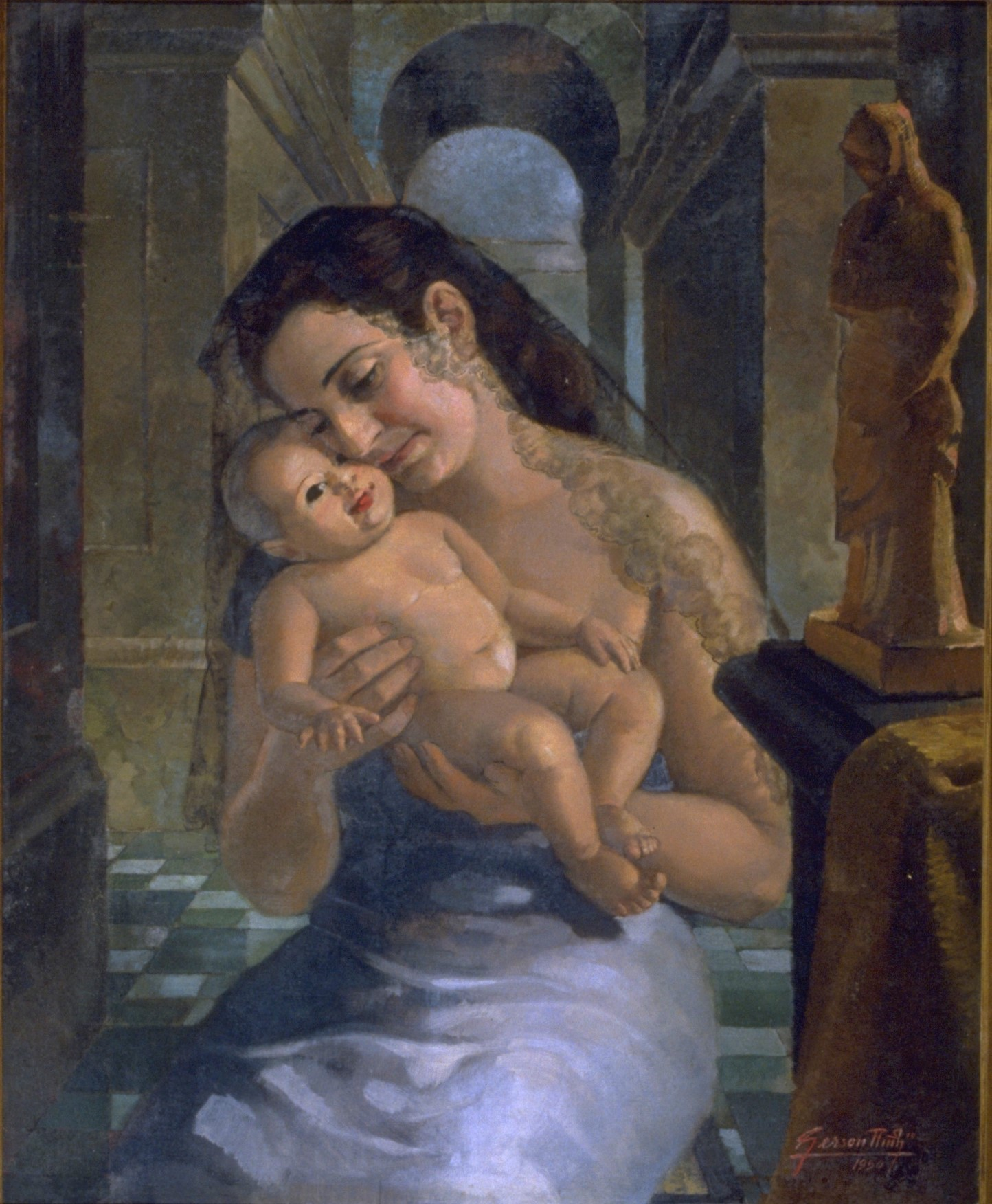
Maternidade, 1950.Óleo sobre tela, 80 x 98 cm.

O casamento ocorreu em 1942, e o casal teve dois filhos: João Ismael (1947) e Luiz Otávio (1949). A família residiu em um prédio de três andares em Ipanema, projetado pelo próprio Gerson, em uma época em que o bairro ainda não contava com a infraestrutura atual. Por questões financeiras, ele alugou o terceiro andar para contribuir com as finanças da família. Um dos objetivos de vida de Gerson foi adquirir o terceiro andar de volta, feito que realizou vinte anos depois, quando o transformou em seu ateliê particular. Esse espaço tornou-se fundamental para sua produção artística, especialmente na pintura, uma de suas maiores paixões.
Na década de 1960, Gerson dedicou-se à música erudita, estabelecendo contato com o violinista Santino Parpinelli e o luthier Guido Pascolli. Apaixonado pelo violino, integrou-se ao cenário musical carioca, apresentando-se em concertos na Escola Nacional de Música, em eventos do Diretório Acadêmico da ENBA, no Centro de Estudos Alvorada, em saraus que realizava aos sábado com Santino, e em diversas ocasiões privadas,. Essa fase demonstra sua versatilidade artística, equilibrando arquitetura, pintura e música ao longo de sua vida.

## Exposições
- Exposição Geral de Belas Artes (1924) Rio de Janeiro;
- Exposição Geral de Belas Artes (1925) Rio de Janeiro;
- Exposição Geral de Belas Artes (1929) Rio de Janeiro;
- Salão Revolucionário (1931) Rio de Janeiro, Escola Nacional de Belas Artes (Enba);
- 50.º Salão Nacional de Belas Artes (1944) Rio de Janeiro, Museu Nacional de Belas Artes (MNBA);
- Salão Municipal de Belas Artes (1954) Rio de Janeiro, Museu Nacional de Belas Artes (MNBA);
- 1º Salão de Belas Artes (1954) Rio de Janeiro, PUC-Rio;
- 1º Exposição de Artes Plásticas da Sociedade Cultural e Artística Brasileira (1955), com a pintura O Palhaço;
- Salão da Academia Comemorativo do XI aniversário da fundação da ABBA (1959), Rio de Janeiro, Academia Brasileira de Belas Artes;
- Mostra Ribeirão Preto 150 anos (2006), Museu de Arte de Ribeirão Preto Pedro Manuel-Gismondi.[1]

## Premiações

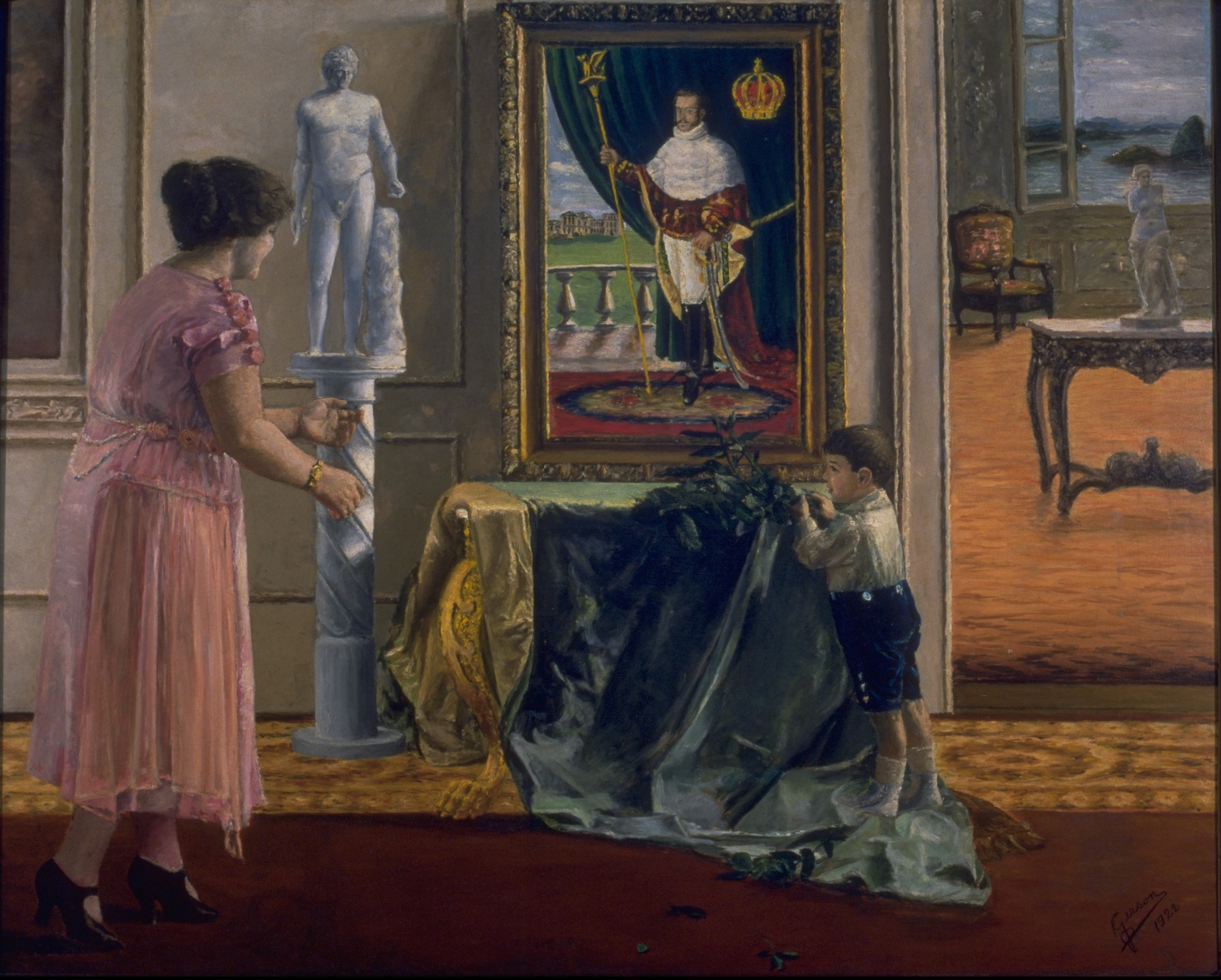
Homenagem do presente ao passado, 1922.Óleo sobre tela, 73 x 57 cm. Cópia do original pintado por Gerson aos 12 anos de idade.

- Homenagem do presente ao passado, 1922.Óleo sobre tela, 73 x 57 cm.  Cópia do original pintado por Gerson aos 12 anos de idade.1922 - Aos 12 anos de idade, recebeu Menção Honrosa na Exposição Internacional do Centenário da Independência, Rio de Janeiro, com o quadro Homenagem do Presente ao Passado.
- 1930 - Se formou como Aluno Destacado e recebeu a Grande Medalha de Ouro de Composição em Arquitetura, pela Universidade do Brasil.
- 1930 - Recebeu Menção Honrosa na Exposição do IV Congresso Panamericano de Arquitetura.
- 1938 - Recebeu o prêmio Ilustração Brasileira, com o quadro Minha Mãe no Salão Nacional de Belas artes.
- 1940 - Menção Honrosa no Salão Nacional de Belas Artes
- Recebeu a Medalha de Prata em Pintura com A Jarra Vermelha no Salão Nacional de Belas Artes.
- 1965 - Medalha de Bronze do Salão Paulista de Belas Artes.
- 1966 - Prêmio Sarah Villela, do Salão de Artes Plásticas da Associação dos Artistas Brasileiros.